# Arnold Mühren
Pour les articles homonymes, voir Mühren.
Arnold Mühren est un ancien footballeur néerlandais né le 2 juin 1951 à Volendam (Pays-Bas). Il a gagné une coupe UEFA avec Ipswich Town et deux FA Cup avec Manchester United. Il est le frère de Gerrie Mühren. Il fait partie du Club van 100.

## Carrière en clubs
Avec l'Ajax Amsterdam il a gagné 2 fois le Championnat des Pays-Bas entre en 1972 et en 1973, 1 fois Coupe d'Europe des vainqueurs de coupe en 1987, 1 fois la Coupe d'Europe des Clubs Champions en 1973, 1 fois la Supercoupe d'Europe en 1973 et 1 fois la Coupe Intercontinentale en 1972.
Avec Ipswich Town il a disputé trois coupes UEFA et gagné celle de la saison 1980-1981 (victoire contre AZ Alkmaar).
Il a remporté deux FA Cup en 1983 et 1985 avec Manchester United.

## Carrière internationale
Mühren a fait partie de l'équipe des Pays-Bas qui a remporté le championnat d'Europe des nations en 1988, il avait 37 ans.
De 1978 à 1988, il a accumulé 23 sélections et a marqué 3 buts.
Sa longévité lui a permis de jouer avec deux générations de grands joueurs néerlandais, celles de Johan Cruyff et de Marco van Basten, respectivement avec l'équipe de l'Ajax Amsterdam et l'équipe des Pays-Bas.
C'est lui qui,sur coup franc, a marqué un but qui a rebondi sur la nuque de Dominique Dropsy contre l'équipe de France en mars 1981, lors des éliminatoires de la coupe du monde 1982, il a été le passeur décisif sur le but de Marco van Basten lors de la finale de l'Euro 88

## Palmarès

### En club
- Ajax Amsterdam :
  - Champion d'Eredivisie en 1972 et 1973.
  - Vainqueur de la Coupe d'Europe des Clubs Champions en 1973.
  - Vainqueur de la Coupe d'Europe des Vainqueurs de Coupe en 1987.
  - Vainqueur de la Supercoupe d'Europe en 1973
  - Vainqueur de la Coupe Intercontinentale en 1972 avec l'Ajax Amsterdam
  - Vainqueur de la Coupe des Pays-Bas en 1972, 1986 et 1987.
  - Vice-champion d'Eredivisie en 1986, 1987, 1988 et 1989.
  - Finaliste de la Coupe d'Europe des Vainqueurs de Coupe en 1988.
  - Finaliste de la Supercoupe de l'UEFA en 1988.
- FC Twente :
  - Vainqueur de la Coupe des Pays-Bas en 1977.
  - Finaliste de la Coupe de l'UEFA en 1975.
- Ipswich Town :
  - Vainqueur de la Coupe de l'UEFA en 1981.
  - Vice-champion de la Football League en 1981 et 1982.
- Manchester United :
  - Vainqueur de la FA Cup en 1983 et 1985.
  - Vainqueur du Community Shield en 1983.
  - Finaliste de la Coupe de la Ligue en 1983.

### En sélection
- Pays-Bas :
  - Vainqueur du Championnat d'Europe des Nations en 1988.